# トリハロメタン
トリハロメタン（トリハロメタン、Trihalomethane、THM）は、メタンを構成する4つの水素原子のうち3つがハロゲンに置換した化合物の総称であり、溶媒や溶剤などとして利用されている。代表的なものにクロロホルム (CHCl3) がある。

## 代表的なトリハロメタン
| 組成式  | IUPAC名                | CAS登録番号 | 慣用名                 | 別名                   | 分子                  |
| ------- | ---------------------- | ----------- | ---------------------- | ---------------------- | --------------------- |
| CHF3    | トリフルオロメタン     | 75-46-7     | フルオロホルム         | フロン23、R-23、HFC-23 | Fluoroform            |
| CHClF2  | クロロジフルオロメタン | 75-45-6     | クロロジフルオロメタン | R-22、HCFC-22          | Chlorodifluoromethane |
| CHCl3   | トリクロロメタン       | 67-66-3     | クロロホルム           |                        | Chloroform            |
| CHBrCl2 | ブロモジクロロメタン   | 75-27-4     | ブロモジクロロメタン   | BDCM                   | Bromodichloromethane  |
| CHBr2Cl | ジブロモクロロメタン   | 124-48-1    | ジブロモクロロメタン   | CDBM                   | Dibromochloromethane  |
| CHBr3   | トリブロモメタン       | 75-25-2     | ブロモホルム           |                        | Bromoform             |
| CHI3    | トリヨードメタン       | 75-47-8     | ヨードホルム           |                        | Iodoform              |

## 健康への影響
トリハロメタンはヒトに対しても発がん性や催奇形性を持っているのではないかと疑われている。特に、水道水中から検出されたトリハロメタンについては濃度が高かったこともあり社会問題となった。また、同じく水道水中からも検出され、トリハロメタンの代表ともされるクロロホルムに関しては肝障害や腎障害を引き起こすことが知られているなど、トリハロメタンの中には急性毒性を持った物質も含まれる。

### 発癌性
トリハロメタンのうちクロロホルムおよびブロモジクロロメタンについてはIARC（国際がん研究機関）においてGroup 2B（発癌性があるかもしれない物質）として勧告されているが、同じGroup 2Bにはコーヒーや漬物も分類されている。またクロロジフルオロメタン、ジブロモクロロメタン、ブロモホルムについてはGroup 3（発癌性を分類できない物質）に分類されている。

## 水質基準
水道水中のトリハロメタンは、汚染物質として混入したのではなくとも、浄水場などで塩素消毒を行った際に、水中にフミン質のような有機物が含有されていると非意図的に消毒副生成物として発生する。社会問題となった水道水中のトリハロメタンは、このようにして発生したものだった。また、場所によって異なるものの、浄水場で得られる水には概ね数十から数百 (mg/L)の臭素イオンも含まれており、このために塩素消毒に伴ってブロモホルムなどの臭素化合物も副生成物として発生してくる。このうち分子構造中に臭素を持つ、ブロモジクロロメタン、ブロモジクロロメタン、ブロモホルムが塩素消毒に伴って非意図的に発生する量は、水の中にどれだけの濃度の臭素イオンが存在していたかによって大きく異なることが知られている（なお、トリハロメタンの生成抑制法については、総トリハロメタン#総トリハロメタンの低減法を参照のこと）。

### WHOのガイドライン値
- クロロホルム - 0.2 (mg/L)

### 日本
日本の基準は、WHOのガイドラインよりも厳しいものとなっている。
厚生労働省が省令で定めた浄水における水質基準のうち、トリハロメタンに関する項目を以下に掲載する。
- クロロホルム - 0.06 (mg/L)
- ジブロモクロロメタン - 0.1 (mg/L)
- ブロモジクロロメタン - 0.03 (mg/L)
- ブロモホルム - 0.09 (mg/L)
- 総トリハロメタン - 0.1 (mg/L)

なお、これらの中で日本の水質基準における「総トリハロメタン」とは、全てのトリハロメタン類という意味ではなく、トリハロメタンの中で上記4種、すなわち、クロロホルム、ジブロモクロロメタン、ブロモジクロロメタン、ブロモホルムだけを指している。

## トリハロメタンと浄水器
トリハロメタンは、短時間の煮沸でも除去できず、逆に短時間の煮沸はトリハロメタンを増加させるというデータをあげて危険性を煽り、数十万円の浄水器等を売り込む商法が見受けられる。このような浄水器の購入を検討する場合には、次のようなことをよく勘案する必要がある。
- 日本の基準値はWHOの基準値より厳しく、煮沸しても生成される量はごくわずかである。
- 沸騰直後にはトリハロメタン濃度が一時的に増加するが、3分以上の沸騰により濃度は半減、10分の沸騰でほとんど揮発して消失する[5]。
- 業者が使う検査キットは、厚生労働省の基準をはるかに下回っても危険であるように思わせる可能性が高いこと。
- 上水道水中のトリハロメタンの数値は、既に厚生労働省基準の数分の1以下もしくは測定レベル以下となっているケースが多く、煮沸で数倍に増えたところで人体に大きな影響が出るとは考えにくいこと。
- 人間が日常的に摂取、被曝している物質の中にも発癌性が確認または疑われるものが多数あり、仮にトリハロメタンによるリスクを除去したとしても、それは全体的な健康リスクの一部であること。
- 浄水器カートリッジの供給が途絶え、浄水器の価値が著しく低下する可能性があること。
- 浄水器に用いられる抗菌剤によるリスクの方がトリハロメタンによるリスクよりも上回る可能性があること。